# 일본의 대학 입시 제도
일본의 대학 입시 제도의 핵심은 대학입시센터시험과 대학별 본고사이다. 대학입시센터시험은 6개 교과에서 32개 과목을 개설하고 있고, 대학에서 자신들의 전공과 관련된 교과를 사전에 지정하여 그 대학에 입학하려면 전공자들이 대학에서 지정한 교과를 응시하도록 하고 있다. 이 시험은 총점에 의하여 선발하는 것을 지양하면서, 이 시험의 이용 여부와 이용 방법은 대학의 자율에 맡긴다. 현재 일본의 국공립대학 전체와 사립대학 일부가 대학입시센터시험을 이용하고 있다.
대학별 고사는 대학별로 치르는 학력시험, 소논문, 면접 등이 있으며, 각 대학은 대학입시센터시험과 대학별 고사를 종합하여 학생을 선발하고 있다. 이밖에도 추천 입학, 특기생 전형, 부속고등학교로부터 입학, 직장인을 위한 특별 전형 등을 다양하게 실시한다.
일본의 입시는 대한민국의 대학 입시 제도와 비슷한 점이 많다. 오래 전부터 학력의 취득이 사회적 신분 상승의 가장 중요한 수단으로 역할했던 학력주의 국가 일본에서 대학 입시가 '시험지옥'이라는 말을 낳을 만큼 대학 입시 경쟁이 치열하여 사회 문제가 되고 있다는 사실은 잘 알려져 있다. 그러나 처음부터 일본의 대학 입시가 사회 문제였던 것은 아니다. 전쟁 이전에는 대입 경쟁보다 고입 경쟁이 치열하였다. 제2차 세계 대전 패전 후 미국의 점령 하에서 '민주화'는 기치 아래 교육을 개혁한 일본은 중·고등교육을 받을 기회가 개방되면서 중·고등학교 진학률이 증가하기 시작하였다. 그로 인하여 대학 진학을 희망하는 수험생의 수가 급격히 증가하여 끝내 대학의 수용 능력을 상회해버렸고, 이는 치열한 입시 경쟁으로 이어졌다.

## 변천사[1][2]

### 메이지 유신기

#### 정비되지 않은 중등교육
일본 최초 대학인 도쿄대학(그때는 제국대학)이 설립된 것은 1877년 메이지 유신기였다. 다른 제도와 마찬가지로 대입 역시 유럽의 제도를 본따 설계하였다. 그러나 당시 유럽의 대학이 고등학교 졸업자격 시험을 합격한 사람에게 자동적으로 입학을 할 수 있도록 허가한 데 반해 일본 대학은 그런 입시 전형을 그다지 중요시하지 않았는데, 메이지 유신 이전 일본에는 대학은 물론이고 멀쩡한 중등학교조차 거의 없었기 때문이었다. 중등교육제도가 정비되지 않은 판에 유럽처럼 고등학교 졸업 자격을 지닌 사람을 대학에 입학시킬 수는 없는 노릇이었다. 즉, 중등학교의 졸업 여부가 대학에서의 전문적인 교육을 받을 수 있을 만큼 기초학력을 가졌다는 판별기준이 될 수가 없었던 것이다.

#### 고등학교 설립과 무시험 입학
그러므로 초기 일본 대학은 독자적으로 마련한 시험을 통해서 수험생의 학력을 평가해야만 했다. 게다가 일본에서 대학의 사회적 역할은 '국가 발전을 이끌 전문인력 양성'이었기 때문에 중등학교 졸업자격만으로는 전문교육을 받을 수 있다고 보기 어려웠다. 이런 상황에서 일본에서는 점차 중등학교와 대학교 사이에서, 중등학교의 교육수준보다는 수준이 높은 교육을 통해 대학의 전문교육을 받을 만큼 기초 학력을 키울 수 있는, 예비학교 수준 교육기관의 필요성이 높아졌다. 그리하여 고등학교가, 제1고등학교부터 제5고등학교까지 5개 학교가 설립되었다. 이때 제1고등학교를 졸업한 학생들은 신분 상승의 지름길인 도쿄 대학에 자동으로 입학할 수 있었다. 그래서 제2차 세계 대전 이전의 일본에서는 대입 경쟁보다 고등학교 입학 경쟁이 훨씬 치열하였다.

#### 입학시험 재도입
그러다 다이쇼 시대 중반에는 고등학교 수가 급격히 증가하여 도쿄대학의 무시험 입학 제도가 폐지되면서 상황은 다시 뒤바뀌었다. 고등학교가 여기저기 들어서면서 대학 진학 희망자가 늘어났고, 성공이 보장된다고 여겨지는 특정 대학과 학부에 대한 진학 경쟁을 불러오면서, 결국 고등학교 졸업자에게도 입학시험을 요구할 수밖에 없게 되었다.
이때까지 일본 대입에서는 학력시험이 가장 중요했지만, 모든 고등교육기관이 학력시험으로 입학생을 선발한 것은 아니었다. 사회적으로 권위가 낮은 고등교육기관은 고등학교 졸업자에게도 무시험으로 입학을 시키는 경우가 적지 않았다. 여자전문학교는 고등여자학교장의 추천으로 입학생을 선발하기도 하였다.

### 제2차 세계 대전 이후 ~ 1960년대 말
전쟁이 끝나고 교육 개혁에 발동이 걸리면서 대입에 다양한 전형이 도입되었는데, 바로 고등학교 재학 중 성적(조사서), 진학적성검사, 입학시험을 전형으로 활용한 방법이다. 이는 미군이 가장 이상적이라 생각하는 전형 방법으로, 수험생의 학력을 무엇보다 중요시했던 일본 사회에는 그 충격이 더욱 컸다. 조사서로는 과거의 학력을, 진학적성검사로는 미래의 학력을, 입학시험으로는 현재의 학력을 묻는다는 의미에서 이 3가지 요소를 종합적으로 평가하는 전형은 합리적이고 공평하다고 여겨졌다.
그러나 진학적성검사는 1947년에서 1954년까지 실시된 후 폐지되었다. 대학 측이 진학적성검사보다는 조사서와 입학시험을 중시하고, 직학적성검사를 다만 입학시험의 수험자 수를 제한하기 위한 수단으로만 사용했을뿐더러, 고등학교 측에서도 수험생들에게 대학별로 실시하는 입학 시험과 함께 부담을 이중으로 주는 것이라는 비판이 있었기 때문이다.
그 후 중등교육이 일반화되고 고등교육이 대중화되면서 대학 진학 경쟁이 격화되었고, 대입 개혁을 요구하는 여론은 날로 커져만 갔다. 이때 개혁을 위한 연구가 둘 진행되었는데, '모든 대학이 공통으로 이용할 수 있는, 국가 수준에서의 표준화된 시험(공통시험)' 개발과 함께, 입학생 선발 시 수험생의 조사서를 중시하는 것이었다. 공통시험 고안의 일환으로 진학적성시험과 과목별 학력시험이 개발 및 시행되었으나, 각 대학의 소극적 이용으로 1968년 폐지되었다.

### 1970년대 초~현재
1970년대에 들어서면서 국공립 대학을 중심으로 또다시 대입 개혁의 움직임이 일어났다. 입학시험을 2단계로 나누어, 1단계에서는 고등학교에서의 학업 성취도를 측정하는 공통시험을, 2단계에서는 대학별 학력시험을 치러 종합하고 입학생을 선발하자는 것이 핵심이었다. 이 개혁을 추진하기 위하여 1977년 대학입시센터가 창설되었다. 대학입시센터는 국공립대학의 입학생 선발을 위해, 고등학교 교육과정에 맞추어 제1단계 공통시험에 출제할 문제를 개발, 채점하도록 하였다.
그렇게 해서 1979년 새로운 시험 제도인 공통 제1차 학력시험이 실시되었다. 국공립대학을 지망하는 모든 학생은 5교과 7과목 공통시험에 응시해야 했다. 각 대학은 대학입시센터에서 통지하는 공통시험 성적과 2차 개별 학력시험 성적을 합하여 입학생을 선발하였다. 이때 1차와 2차 시험 성적의 비율은 대학이 자율로 정했다.
그러나 공통 제1차 학력시험의 결과, 모든 국공립 대학이 입학생들의 성적으로 서열화되고, 국립대학의 전·후기로 나뉜 시험일이 폐지되면서 수험생의 부담이 가중되는 등 여러 문제가 발생하였다. 이에 1987년부터는 국립대학의 수험 기회를 다시 복수화할 수 있도록 전 대학의 모집군을 둘로 나누어 제2차 시험을 볼 수 있게 하고, 1989년부터는 모든 대학의 입학 정원을 전·후기로 나누어 선발토록 하였다.
공통 제1차 학력시험은 수정 및 변경을 거쳐 1990년부터 대학입시센터시험으로 명명, 현재까지 시행되고 있다.

## 대학입시센터시험[1]
공통 제1차 학력시험을 대체하고 1990년부터 지금까지 시행되고 있는 대학입시센터시험은 '양질의 시험문제를 확보하고, 고등학교 교육과정 범위 내에서 학생의 성취도를 평가하며, 각 대학에서의 다양하고 개성적인 선발의 실현에 이바지하는 것'을 목적으로 하는 시험이다. 수능과 비슷하다. 국공립대학 전체와 사립대학 일부가 이를 활용하고 있다.

### 역할
- 어려운 문항이나 이상한 문항 등을 배제한 양질의 문제 확보: 예전 대입 시험에서는 고등학교 교육과정을 벗어난 문항이 출제되는 일이 잦았으나 공통 제1차 학력시험이 도입된 이후로는 고등학교 교과 과정만 거쳐도 풀 수 있게 되었다.

- 대학별 시험과 적절한 조화를 통한 대학 입시의 다양화·특성화: 대학입시센터시험이 학력을 대신 평가해주면서, 대학별 시험은 소논문, 면접 등을 비롯한 학력 이외의 자질을 측정함으로써 입시를 다양화·개성화할 수 있게 되었다.

- 사립대학의 대학입시센터시험 이용을 통한 입시 개혁: 대학입시센터시험은 공통 제1차 학력시험과는 달리 사립대학도 이용할 수가 있다. 이는 사립대학 입시에 큰 변화를 가져왔다.

- 대학이 시험교과·과목을 자유롭게 선택하여 대학 서열화 방지: 국공립대를 지망하는 수험생들에게 일률적으로 5교과 7과목을 보게 하는 공통 제1차 학력시험은 대학 서열화를 야기하였다. 그러나 대학입시센터시험은 응시 과목을 대학이 지정하게 함으로써 대학 서열화를 방지할 수 있게 되었다.

### 운영
대학입시센터시험은 이를 이용하는 국·공·사립 대학이 대학입시센터와 협력해서, 동일한 날 동일한 시험문제로 공동 시험을 실시한다. 대학입시센터의 역할은 다음과 같다.
- 출제, 인쇄, 수송
- 수험 안내
- 접수, 시험장 지정, 수험표 교부
- 채점, 성적 집계
- 시험 성적 등을 대학에 제공

시험을 이용하는 대학의 역할은 다음과 같다.
- 대학입시센터시험의 이용 교과와 과목 및 각 대학별 학력 검사 예고
- 시험장 선정, 시험감독자 선출
- 수험 안내서 배부
- 시험 실시
- 답안 정리, 대학입시센터에 반송

### 출제
문제는 실제 출제되는 해의 2년 전부터 설계, 작성, 검토된다. 각 대학의 교수와 고등학교 교사로 구성된 위원회가 대학입시센터에 수 차례 모여 계획, 문제 작성, 검토, 수정을 한다.

#### 교과목검토위원회
대학입시센터시험 과목으로 어떤 과목을 넣을 것인지는 시험교과·과목검토위원회에서 결정한다. 대학 교수로 이루어진 위원회는 각 교과 담당자나 책임자와 함께 교과 내용과 변화를 연구하고 포함 여부를 결정한다. 시험 과목으로 선택되는 과목은 대개 교육과정 상 필수 교과목이다. 과목 선택 후에는 선택된 과목이 객관식 시험에 적합한지 검토한다.

#### 대학입시센터시험 문제 출제 및 검토를 위한 위원회
이 위원회의 하위 위원회로는 교과과목 제1,2,3 위원회와 점검 위원회 가 있다. 문제 출제위원과 검토위원의 선정은 비밀이며, 위원 상호 간에도 비밀이다.

##### 교과과목 제1위원회
문제 출제는 대학 교수, 조교수, 강사로 구성된 교과과목 제1위원회에서 담당한다. 제1위원회는 다시 20개가 넘는 교과과목위원회로 나뉜다. 각 교과위원회는 평균 20명 정도로 구성된다. 출제위원은 각 대학의 총장 또는 학장의 동의를 받아 대학입시센터장이 위촉하는데, 그 사실은 비밀에 부쳐진다. 출제위원에게는 승진과 보수 등 특전이 주어지며, 임기는 2년이다.
각 교과과목위원회는 1개 또는 2개 과목의 본시험 및 추가시험 문제를 개발한다. 1년에 약 40일씩, 2년 동안 80일을 대학입시센터에 와서 출제한다. 평균 월 3, 4회 정도 모여서 출제한다고 할 수 있다.
문제는 반드시 출제위원 개인이 아니라 위원회 위원들의 합의 하에 출제되어야 한다. 이를 위해 각 교과별 출제 지침서가 마련되어 있다.
문제는 1년에 본시험용, 추가시험용, 문제가 발생했을 때를 대비한 비상용으로 총 3묶음을 개발한다. 각 묶음의 내용과 수준은 거의 비슷하다.
제2, 제3, 점검위원회에서 발견된 오류는 제1위원회에서 2년 10회에 걸쳐 수정한다.

##### 교과과목 제2위원회, 제3위원회, 점검위원회
제1위원회가 초안을 제출하면 대학 교수와 조교수, 강사로 구성된 제2, 제3 위원회가 검토한다. 검토위원은 임기를 마친 전년도 출제위원으로 구성된다. 역시 비밀에 부쳐진다.
제2위원회는 교과별 하위 위원회로 나뉘며, 각 위원회는 1개나 2개 과목 문제를 검토한다. 검토는 출제 2차 년도 1월에서 4월까지 한다. 오류가 발견되면 구체적 대안을 제시한다.
제3위원회는 특정 교과에 한정되지 않고 모든 교과를 통합해서 검토한다. 문제 표현의 통일성, 한 과목에서 출제된 문제가 다른 과목 문제를 푸는 단서로 작용하지 않는지 여부, 시험 문제의 사회적 파장 등을 검토하고, 난이도도 조정한다.
고등학교 교사로 구성된 점검위원회는 작성된 문제가 수험생들에게 어느 정도로 어려운지 추측하고, 이 문제에 대한 평균 점수 등을 예상한다. 문제가 교육과정 내에 있는지도 검토한다.

### 전형
수험생은 지원 대학이 지정한 과목을 알아보고 희망 대학과 대학입시센터에 시험 원서를 제출한다. 대학입시센터는 시험 성적을 각 대학에 통지한다. 대학에 따라 2차 시험에 해당하는 대학별 시험이 실시된다. 대학입시센터시험 성적과 대학별 시험 성적을 종합하여 최종 입학생이 결정된다. 각 대학에서 대학입시센터시험 성적을 이용하는 방법은, 대학 자율이므로, 실로 다양하다. 다음과 같다.
- 전부 다 반영
- 정원의 일부만 특정 교과와 과목의 성적으로 선발
- 이용 교과와 과목의 폭을 넓게 해서 수험생 스스로 선택
- 대학의 독자적 입학시험에서 참고 자료로만 사용
- 조사서와 대학입시센터시험으로 1차 선발하고 합격자에 한해 다시 면접 실시
- 학부 전공과 관련있는 교과 성적과 대학별 시험 성적으로 선발
- 정원의 일부만 대학입시센터시험과 대학별 시험의 고득점 부분을 합격여부 판정에 이용
- 추천입학일 경우, 일부 교과의 성적만을 이용하고 대학별 시험으로 면접 실시

### 일정, 교과, 과목
지원기간은 10월 중순에서 하순까지이다. 시험은 원칙적으로 1월의 세 번째 주 토요일과 일요일 양일간 시행된다. 본시험과 추가시험으로 나뉘어 2회 실시되는데, 추가시험은 특별한 사유로 본시험을 볼 수 없었던 학생만 치를 수 있다.
시험 교과와 과목은 6교과 32과목이고, 2002학년도부터 한국어가 추가되었다. 고등학교에서 이수하지 않은 과목도 선택할 수 있다. 교과는 다음과 같다.
- 국어
- 수학
- 지리역사
- 외국어
- 이과
- 공민

국어와 수학은 각각 과목수와 이수 단위수가 다른 과목 여럿으로 나뉜다(이를테면 국어 I는 4단위이고, 국어 I·II는 8단위이다). 각 대학 학부는 임의로 과목을 선택, 이용할 수 있고 과목별 배점비율까지도 대학이 정할 수 있다. 최근 국공립대학이 이용하는 교과목 수는 보통 5교과 6과목이다.
2일간 실시되는 시험의 첫날은 외국어, 지리 역사, 수학을 보고 둘째 날은 국어, 이과, 공민 시험을 본다. 문제는 모두 객관식 다지선택형이다. 문항은 단순한 암기위주의 지식보다는 논리적인 사고력과 판단력을 평가할 수 있게, 수험생의 평균점 범위는 60점이 되게 출제 방침이 정해져 있다. 그러나 실제 평균점은 55~65점이다.
개인별 점수는 입시가 끝나기 전까지는 수험생에게 통지되지 않아서, 수험생 스스로 자기채점에 의해 지원대학을 결정하여 신청한다. 대학입시센터는 수험생이 응시한 대학에 수험생의 점수를 통지한다.

## 대학별 시험

### 전형 요소
대학입시센터시험이 수험생의 기본적 학력을 측정해준다면 대학별 시험은 학부나 학과에서 필요로 하는 적성과 능력을 측정한다. 대학별 시험의 종류는 다음과 같다.
- 종합시험: 일반적으로 학과시험을 일컫는다. 논술, 기술, 계산, 단답, 표 그리기, 그래프 작성 등, 주관식으로 출제된다. 보통 2~3과목을 평가한다.
- 소논문
- 면접
- 실기시험: 음악, 미술, 체육 교과에서 실기 능력을 평가한다.
- 듣기시험: 영어 듣기 평가.

국공립대학과 학부는 면접과 소논문을 선호한다.

## 국공립대학
입시 방법은 사립대학이 국공립대학에 비해 더 다양하다. 문부성에서 입시의 다양화를 권장함에도 불구하고 국공립대학의 입시가 단순한 것은 사회적으로 국공립대학의 '공정성'에 거는 기대가 크기 때문이다.

### 입시 체계
1차 시험에 해당하는 대학입시센터 시험과 2차 시험에 해당하는 개별시험으로 결정된다. 2차 시험은 '분리분할'이라고 하는 전기·후기 일정과 일부 대학의 중기 일정에 의해 입학 정원을 나누어 실시한다. 수험생에게는 기회가 총 3번 주어지는 셈이다. 국공립대학의 모집 인원은 10만 명 정도로, 정원의 75%가 전기 일정이다.

### 대학입시센터시험
국공립대학은 5교과를 부과하는 대학과 학부가 가장 많고, 그 다음에 3교과, 4교과 순이다. 보통 대학입시센터시험의 비중이 2차시험보다 크다. 이는 센터시험이 합격 여부를 결정함을 뜻한다.

### 대학별 시험
전기와 중기에서는 교과별 학력시험이 주를 이룬다. 후기 일정은 종합문제, 논문, 면접 등이 대다수이다. 대학별 시험을 치르지 않는 국공립대학도 많다.

## 사립대학
사립대학의 입시는 국공립대학보다 다양하다.

### 특징
- A-B-C 방식: 사립대학의 입시는 대학입시센터시험 외에 2월에 치는 대학별 시험이 있는 경우가 많다. 주로 3교과를 수험생들에게 부과한다.[주 3] 그러나 입학정원의 부에 대해서는 교과수를 줄여 시험을 부과하거나 소논문을 실시하기도 한다. 그래서 3교과를 보는 시험을 A형이라고 했을 때, 그 외의 시험 방식은 B, C 등으로 부르게 된다. 이러한 입시 방식은 수험생에게 자신의 학력 정도와 특성에 맞는 입시 방법을 선택하도록 하는 장점이 있다.
- 대학입시센터시험: 이를 입시에 반영하는 사립대학의 수가 점점 늘고 있는 추세이다. 이 성적만으로 합격 여부를 결정짓는 대학도 많다. 와세다 대학, 중앙대학, 메이지 대학 등 주요 사립 대학은 문과계열에서도 이과쪽 과목을 시험과목에 포함시키기도 한다.
- 시험일 자유선택제: 동일 대학의 학부들이 입시일을 나누어 실시하기 때문에 수험생은 자신에게 적당한 입시일을 선택할 수 있다. 따라서 수험생은 자신이 원하는 학부에 지원할 기회를 여러 번 얻는다.
- 3월 입시: 사립대학의 입시는 주로 2월에 있는데, 입학 정원을 분할해 3월에 입시를 실시하기도 한다. 이때는 거의 모든 대학의 입시가 끝난 상태이기 때문에 불합격한 수험생들이 많이 몰려 경쟁이 매우 치열하다.
- 지방 시험: 대학 소재지가 아닌 지방에서 시험을 실시하는 제도이다. 수험생이 직접 대학까지 가야 하는 수고를 덜어 도움이 된다.

## 기타

### 21C 프로그램
규슈대학이 2001년도부터 시작한 교육 프로그램을 말한다. 다
,

### 추천 입학
추천 입학을 통한 입학생은 사립대학은 물론 국공립대학에서도 해마다 증가하고 있다. 대학에서 지정하는 고등학교의 추천을 통해 학생을 선발하는 '지정교제 추천'과 대학에서 규정한 기준에 부합하면 누구라도 응모할 수 있는 '공모제 추천'으로 나뉜다. 재수생은 추천 입학을 할 수 없다.

#### 지정교제 추천
대학에서 지정하는 고등학교는 일반적으로 과거 각 학부별 합격자 배출 실적과 지역적 특성 등을 고려하여 결정된다. 지정고등학교의 추천을 받은 학생은 특별한 사유가 없는 한 대부분 합격이 된다.

#### 공모제 추천
대학이 규정한 기준은 보통 고등학교 졸업 연도와 고등학교 성적 평균치이다. 일반 추천, 자기 추천, 특별 추천으로 나뉜다. 일반 추천은 출신 고등학교장이 추천하는 것이며, 국공립대학 대부분이 실시하는 공모제 추천이다. 자기 추천은 일반 시험을 통해서는 측정할 수 없는 능력을 가진 학생에게 입학 기회를 주기 위한 것으로, 담임 선생님이나 수험생을 잘 알고 있는 지도교사의 평가서, 조사서 등을 제출해야 한다. 특별 추천은 스포츠, 문화 활동, 사회 자원봉사 등에서 두각을 나타낸 학생, 특정 분야에 뛰어난 재주가 있는 학생, 각종 자격증이나 기능을 취득한 학생을 대상으로 하는 추천이다.

### 대학부속고등학교 졸업자
일단 부속고등학교에 입학만 하면 무시험으로 대학입학을 할 수 있다. 일명 '에스컬레이터교'라고도 불린다. 해마다 진학 희망자의 수가 늘고 있다. 유치원 단계에서부터 부속학교를 두는 대학도 있다. 독자적 선발 제도로 유명한 사립 대학이나 여자 대학이 이런 전형으로 선발을 한다.

## 같이 보기
- 대한민국의 대학 입시 제도
- 대학입시센터시험

## 주해
1. ↑  제2차 시험은 대학별로 보는 개별 학력시험이다.
2. ↑  출제위원의 임기가 2년인 것은 각 위원의 다양한 관점이 문제에 반영되게끔 하는 장점이 있다. 예를 들어 2002학년도 대학입시센터시험의 문제는 2000년, 2001년 4월에 임명된 출제위원들이 낸다.
3. ↑  3교과 시험을 실시하여 그 중 고득점 2과목으로 합격 여부를 판정하는 '고득점 2과목 중시 방식'을 실시하는 학교도 있다.